# (2773) Brooks
Pour les articles homonymes, voir Brooks.
(2773) Brooks est un astéroïde de la ceinture principale.

## Description
(2773) Brooks est un astéroïde de la ceinture principale. Il fut découvert le 6 mai 1981 à l'Observatoire Palomar par Carolyn S. Shoemaker. Il présente une orbite caractérisée par un demi-grand axe de 2,33 UA, une excentricité de 0,14 et une inclinaison de 3,7° par rapport à l'écliptique.

## Compléments